# Tallentire
Tallentire – wieś w Anglii, w Kumbrii, w dystrykcie (unitary authority) Cumberland, w civil parish Bridekirk. Leży 36 km na południowy zachód od miasta Carlisle i 417 km na północny zachód od Londynu. W 1931 roku civil parish liczyła 184 mieszkańców.